# Kostwinner
Een kostwinner (soms ook broodwinner of kostschaffer genoemd; kostwinnaar komt ook voor) is degene in het gezin die het grootste deel van het inkomen verdient en daarmee de grootste bijdrage levert aan het onderhouden van het gezin. 
In de eerste helft van de twintigste eeuw was in de westerse maatschappij verreweg de meestvoorkomende gezinsvorm die waarin de man de kostwinner was en de vrouw belast was met het huishouden en de zorg voor de kinderen. Dit werd maatschappelijk en politiek ondersteund, en aangemoedigd met wet- en regelgeving die gunstig was voor kostwinnersgezinnen. Dit werd het kostwinnersmodel genoemd.
Door vrouwenemancipatie zijn er met name in de westerse cultuur steeds meer vrouwen die kostwinner zijn. Waar vrouwen vroeger huisvrouw waren, kwamen er na de tweede feministische golf meer huismannen.
Vaker echter leveren beide partners een (vrijwel) gelijke bijdrage aan het gezinsinkomen. Hier wordt dan gesproken van tweeverdieners. 